# Daniel Cherniavsky
Daniel Cherniavsky (Buenos Aires, 16 de março de 1933) é escritor, diretor de cinema, teatro, televisão e produtor cultural argentino.
Ficou conhecido pela direção do longa-metragem  El último piso, selecionado para representar o cinema argentino no Festival de Cannes e o filme El Terrorista, sobre fatos reais. Seus filmes foram parte da nouvelle vague do cine argentino na década de 60 e na sua produção artística, tanto no cinema quanto no teatro, carregava um forte conteúdo político e intelectual.
Seus longas-metragens, de destino lamentável, foram perseguidos pela ditadura militar na argentina (1976/1983)  Na televisão dirigiu o consagrado ator argentino em “El teatro de Alfredo Alcón” – programa ganhador do Prêmio Martín Fierro da TV argentina e foi diretor artístico de diversos programas de televisão.
Na Argentina, fundou o “Centro de Artes y Ciencias” onde foi responsável pela direção de importantes shows musicais e atividades culturais, antes de partir para o exílio no Brasil. É desta época  o trabalho com os  músicos como  Chico Buarque de Holanda, Vinicius de Moraes, Astor Piazzolla, Mercedes Sosa e intelectuais como Jorge Luis Borges, Ernesto Sábato, Rodolfo Walsh, Tomás Eloy Martínez, Augusto Roa Bastos , que entre outros somam parte de sua bagagem cultural.

## Biografia
Filho de um empresário industrial e de uma professora de idiomas, que dominava 7 línguas, sua família não tinha uma relação próxima com a arte. Iniciou-se como cineasta quando tinha apenas 14 anos, numa época (1947) em que na Argentina não existiam escolas de cinema . Autodidata, criou seu próprio programa de estudos e frequentou diversas universidades como aluno ouvinte. Procurou estudar as matérias que considerava fundamentais e nas quais um diretor de cinema deveria se aprofundar. Aos 20 anos dirigiu um filme média-metragem sobre um conto escrito por ele mesmo. Seu primeiro longa-metragem veio aos 24 anos, com o filme “El Último Piso”, escrito por ele em parceria com Tomás Eloy Martínez e Augusto Roa Bastos. A seguir dirigiu “El Terrorista” e foi co-produtor de “Shunko”. Iniciou-se como diretor de teatro em 1962, co-dirigindo com Oscar Ferrigno a obra “Georges Dandin - El Marido Confundido” de Moliére. De 1963 a 1974 dirigiu o “Centro de Artes y Ciencias de Buenos Aires”, importante casa cultural que fomentava a discussão e a pluralidade de ideias, através da colaboração de artistas,músicos, filósofos, sociólogos e psicanalistas, entre outras disciplinas. Em 1974, após um atentado a bomba a ditadura militar vigente fechou todas as instalações do “Centro de Artes y Ciencias”, obrigando-o a migrar sua atuação para a televisão.   Finalmente, em 1976, acossado pela repressão militar, se exilou no Brasil onde mora há 40 anos e continua sua carreira artística. É casado com a psicanalista Magadelena Ramos com quem partilha 3 filhas :  “a minha (Andy), a tua (Carolina) e a nossa (Victória)”.

## Exílio
A ditadura militar fechava o cerco na década de 70 na Argentina. Apesar de não exercer nenhuma militância em qualquer partido político, Cherniavsky foi perseguido como quase todos os intelectuais progressistas. Bombas foram colocadas na sede administrativa do “Centro de Artes y Ciencias”, na sala de cinema onde estreou “El Terrorista”, no palco de Mercedes Sosa e no hall do teatro onde Nacha Guevara apresentava o espetáculo “Las Mil y uma Nachas” (um dos grandes sucessos do Centro e de Cherniavsky). O último incidente, resultou na morte de duas pessoas.
Com o sequestro e morte do escritor Rodolfo Walsh e Piri Lugones (assessora de imprensa da Instituição) assim como dezenas de colaboradores sendo sequestrados, mortos ou exilados, viu-se obrigado à uma constante peregrinação diária para manter-se incógnito.  Refugiou-se em diferentes endereços com a sua família (esposa e duas filhas de 2 e 9 anos) para não ser encontrado. Sua esposa, Magdalena Ramos, psicanalista, terapeuta de casal e família e professora da faculdade, também padecia com o fechamento da Universidade de Buenos Aires e a proibição de reunir grupos. Descreve suas penúrias e as de Cherniavsky no livro “Sou daqui e sou de lá – Autobiografia do exílio”.
O estopim para decidir o exílio foi a descoberta de uma lista onde seu nome aparecia com o status: “marcado para morrer”. Em setembro de 1976, foge clandestinamente de seu país e se exila em Brasil. Sua família chega um mês mais tarde. Ainda hoje carrega a dor de ter deixado na Argentina a sua filha mais velha, Andy Cherniavsky, hoje uma renomada fotógrafa que na época já tinha formado sua própria família.
A decepção e mágoa por perder sua historia, sua língua e os códigos de seu país, fizeram-no demorar 7 anos para voltar pela primeira vez à Argentina.

## Filmografia

### Na Argentina
- 1954 - El Triángulo
- 1959 - Shunko ( coprodutor)
- 1960 - El último Piso[2]
- 1961 - El terrorista
- 1962 - Y dale que va

### No Brasil
- 2002 - Buenos Aires Revoltada
- 2006 - O Turista Solitário no Quênia e Tanzânia
- 2007 - O Turista Solitário  - Um Hotel sobre rodas na Chapada dos Veadeiros
- 2010 - Essa Louca... Louca... Hollywood
- 2011 - O Turista Solitário na Bariloche X 4
- 2012 - O Turista Solitário em Salta e Jujuy (Argentina)
- 2013 - O Turista Solitário no Chile
- 2014 - O Turista Solitário no Peru
- 2014 - O Turista Solitário na Guatemala e no Mundo Maia
- 2015 - O Turista Solitário em Montevidéu (Uruguai)
- 2015 - O Turista Solitário na Colômbia

## Teatro
Iniciou nos palcos codirigindo com Oscar Ferrigno a peça “Georges Dandin - El Marido Confundido” de Moliére, encenada ao ar livre e tendo como palco o próprio Jardim Botânico de Buenos Aires .
Também dirigiu e realizou dezenas de espetáculos no teatro nos dois países, com destaque para “Histórias para serem contadas” de Osvaldo Dragun, que ficou 2 anos em cartaz na Argentina. Produziu e dirigiu o musical “Tango!” com temporada no teatro Alfa em São Paulo e em mais 8 estados brasileiros. Dirigiu o artista Antônio Carlos Nóbrega no espetáculo “CLICK”, com temporada no teatro Tuca.
Foi também um dos pioneiros no teatro de improviso da Argentina, dirigindo “Peligro Seducción” e em seguida “Teatro Compartido” - espetáculo-experiência que unia Psicodrama (um psicoanalista), teatro (um dramaturgo, um director e o elenco) e o público como autores da obra.

## Principais Espetáculos Dirigidos

### Na Argentina
- 1963 - George Dandin de Moliere
- 1964 - Y dale que va...(Coautoria com Armando Discépolo, Andrés Lizarraga, Oscar Ferrigno e Atilio Stampone)
- 1966 - ”El Señor Fulano”
- 1967 - Pagador de Promesas de Dias Gomes
- 1968 - “Histórias para ser contadas” de Osvaldo Dragún.
- 1969 - “Un tren o cualquier otra cosa” de Pedro Orgambide
- 1970 - ” Peligro Seducción”
- 1971 - ”Teatro Compartido”

### No Brasil
Diretor de:
- 2006 - CLICK ! - Talvez abrindo mais a boca"
- 2010 - ¡TANGO!

## Televisão

### Na Argentina
Direção artística dos programas:
- 1974 - El Teatro de Alfredo Alcón[4]
- 1974 - Las Vendedoras (novela)
- 1975 - El Teatro Beban-Barreiro (Ciclo de Teatro adaptado)
- 1975 - Lo Mejor de Nuestra Vida, Nuestros hijos (novela)

## Docência

### Na Argentina
- 1963/1974 - Professor titular da cátedra de Direção Cinematográfica no “Instituto Del Film” e no “Centro de Artes y Ciencias”.

### No Brasil
- 1980/1985 -  Diretor e professor da escola “Drama-Visão” de Arte Dramática e Direção Cinematográfica.

(A atriz Julia Gam foi uma das alunas, entre outros atores e atrizes profissionais do Brasil)

## Obras Literárias
Escritas na Argentina:
- El Último Piso[2] (Co-autor com Tomás Eloy Martínez e Augusto Roa Bastos – Adaptação para o cinema do 	romance homônimo (longa-metragem) – Romance premiado pela Editora Losada
- El Terrorista (Co-autor com Tomás Eloy Martínez e Augusto Roa Bastos do livro original para cinema (longa-	metragem).)
- El Triángulo (Autor do conto original e sua adaptação para o cinema (meio-metragem)
- Y dale que va... (Co-autor com Armando Discépolo, Andrés Lizarraga, Atílio Stampone y Oscar Ferrigno da obra 	teatral satírico-musical)

Escritas no Brasil:
- Soñadoras, Coquetas y Ardientes[7] (Romance publicado no Brasil (Sonhadoras, Coquetes e Ardentes) e na Argentina. Best Seller da 	Editora)
- Ochocientos años Gabriel[8] (Romance publicada na Argentina)
- Chocolate Amargo – La Novela de las Parejas - (Romance sobre os conflitos da convivência em casais)

## Produtor Cultural

### Na Argentina
Foi Fundador e Diretor durante 11 anos do Centro de Artes y Ciencias de Buenos Aires. Instituição cultural e científica internacional.

Shows dirigidos:
- Vinícius de Moraes (Brasil)
- Chico Buarque de Hollanda (Brasil)
- Toquinho (Brasil)
- Maria Creuza (Brasil)
- Grupo Santana de Rock (U.S.A.)
- Michel Legrand ( Francia)
- Juliette Greco (Francia)
- Mercedes Sosa (Argentina)
- Mikis Theodorakis (Grecia)
- Astor Piazzolla (Argentina)
- Ballet de Israel (Israel)
- Ballet de Jerusalén (Israel)
- George Moustaki (Grécia)
- Conjunto Pro Música (Argentina)
- Camerata Bariloche (Argentina)
- Ángel Parra (Chile) e outros.

### No Brasil
Foi diretor da Instituição “Show 10 – Eventos” localizada nas Cidades de São Bernardo do Campo e Diadema, São Paulo. (Concebido para atividades culturais, musicais, cinematográficas e teatrais dirigidas às comunidades do ABCD paulista*.

## Prêmios e Destaques

### LITERATURA
- Best Seller da Editora por Soñadoras, Coquetas e Ardientes[7] – Romance publicado em Brasil e Argentina.

### SHOWS
- Alguns dos shows dirigidos na Argentina chegaram a reunir 50.000 pessoas

### PRODUÇÃO CULTURAL
- O Centro de Artes y Ciencias de Buenos Aires realizou mais de 6.000 atividades Científicas e Culturais. Revelou numerosas glórias artísticas da Argentina como Mercedes Sosa, Astor Piazzolla, Les Luthiers, etc.

### DOCÊNCIA
- A Escola Drama-Visão de Arte Dramática e Direção Cinematográfica, que fundou e dirigiu em São Paulo chegou a ter 500 alunos.

### CINE
- “SHUNKO” - Co-produtor ( longa-metragem escolhido pela UNESCO na comemoração dos 100 anos do cinema como um dos 50 filmes mais importantes da historia cinematográfica mundial, alem de uma longa lista de prêmios y distinções internacionais.
- “El último Piso” – Escolhido um dos três filmes para representar o cine argentino no Festival Internacional de Cannes.
- “El Terrorista” - Sobre fatos reais. O filme mereceu uma bomba no segundo dia da estreia y as copias e negativos sumiram para sempre.
- Os documentários “Buenos Aires Revoltada” (Filmado durante 2 anos) y “Essa Louca... Louca... Hollywood” tiveram o  patrocínio  do Ministério da Cultura do Brasil.

### TELEVISÃO
- Prêmio Martín Fierro, o principal da TV argentina para “El Teatro de Alfredo Alcón”

### TEATRO
- ¡TANGO! no Teatro Alfa. Seu sucesso determinou uma tournée nacional em 8 Estados brasileiros.
- Dirigiu o  monólogo “El Señor Fulano”.  O ator José Maria Gutiérrez recebeu o prêmio da Associação de Jornalistas Argentinos de Teatro como o melhor ator do ano.
- Codiretor do “George Dandin” de Moliere,[6] para a Municipalidade da Cidade de Buenos Aires, foi a ganhadora do Concurso entre 52 projetos apresentados. Foi apresentada durante toda a temporada de verão ao ar livre no Jardim Botânico cujo parque formava parte da ação já que transcorre num palaciano jardim.
- “Historias para ser contadas” de Osvaldo Dragún. Dois anos em cartaz em Buenos Aires. Com temporadas no interior da Argentina e em Montevidéu (Uruguai). Prêmio da revista Teatro XX ao melhor espetáculo do ano. Convidada para apresentar-se em várias universidades latino-americanas.